# Bosmispel
De bosmispel (Bellucia grossularioides) is een altijdgroen boompje met een dichte ronde kroon. Gewoonlijk wordt hij niet meer dan 5-12 meter hoog, maar in het regenwoud kan een lengte van 20 meter bereikt worden. Het is een pioniersoort. Maar de boom komt zowel in oerwoud als in kapoeweri voor.
De bladstelen zijn tot 6 cm lang en de bladeren min of meer elliptisch, aan de basis afgerond, 15–35 cm lang en 10-20 breed. De bloemen verspreiden een intense geur en zijn ongeveer 6 cm breed. De bloembladeren zijn tot 3 cm lang en wit tot roze. De rijpe vruchten zijn lichtgroen, de zaden zijn lichtbruin, talrijk en ongeveer 0,7 mm lang.
Het verspreidingsgebied ligt in tropisch Amerika: Bolivia, Peru, Brazilië, de Guiana's en noordelijk tot Mexico en de Caribische eilanden.

## De vrucht
De boom brengt grote aantallen vruchten voort. Ze meten zo'n 4 cm in doorsnee en kunnen rauw gegeten worden. Ze hebben een dunne schil en het zachte vlees heeft een aangename zachtzure smaak. Het bevat een groot aantal kleine zaadjes die ingeslikt kunnen worden. Aan de vruchten worden wormwerende eigenschappen toegeschreven.

## Het hout
Het hout is niet erg duurzaam en kan slechts voor potloden, dozen en tandenstokers gebruikt worden. Het wordt voor brandhout en de vervaardiging van houtskool benut.

## Volksgeneeskunde
De Wayapi-inheemsen van Frans-Guyana gebruiken twee bladeren van de plant samen met twee bladeren van Caspicum frutescens en twee bladeren van Omphalea diandra om er steenpuisten mee te genezen. Er wordt een aftreksel gemaakt en enigszins gekoeld met koud water en dan onmiddellijk op de puist aangebracht.